# Benjamin Kahlmeyer
Benjamin Kahlmeyer (* 1982 in Marburg) ist ein deutscher Dokumentarfilmer und Kameramann.

## Leben
Ausgebildet an der Filmakademie Baden-Württemberg im Fachbereich Dokumentarfilm, lernte er unter anderem bei Helga Reidemeister und Thomas Riedelsheimer. Sein Diplomfilm Meanwhile in Mamelodi erhielt zahlreiche Auszeichnungen, darunter den HBO Emerging Artist Award beim Hot Docs Canadian International Film Festival. Für seinen dokumentarischen Kurzfilm Eisen erhielt er drei Jahre darauf die Goldene Taube beim Internationalen Leipziger Festival für Dokumentar- und Animationsfilm. Zwischen 2015 und 2018 war er am Aufbau der Produktionsfirma Hyperbole beteiligt, die für ihre gesellschaftspolitischen YouTube-Webserien mit dem Grimme Online Award und dem Grimme-Preis 2018 für das Format Germania ausgezeichnet wurde, an dessen Entwicklung Kahlmeyer als Regisseur und Bildgestalter maßgeblich beteiligt war. Seit 2011 ist er als freischaffender Regisseur und Kameramann mit Sitz in Berlin tätig. Ab 2020 folgten vermehrt Engagements als Bildgestalter für dokumentarische Filmformate, insbesondere für den öffentlich-rechtlichen Rundfunk.

## Filmografie
- 2011: Meanwhile in Mamelodi (Buch, Regie)
- 2013: Die Unsichtbaren (Buch, Regie)
- 2015: Eisen (Buch, Regie, Schnitt)
- 2017–2023: Germania (Regie, Kamera, Schnitt)
- 2022: They Call Us Ausländerteam (Regie, Kamera)
- 2023: Pumping Beauty (Co-Regie, Kamera)
- 2024: Kafka und Ich (Regie, Kamera)